# Teen drama
 (mai 2025).
Le terme teen drama est utilisé, surtout dans les pays anglophones mais également en France, pour désigner une série télévisée centrée sur des personnages adolescents. Équivalents télévisuels des teen movies, les teen dramas peuvent relever du drame, de la comédie ou de la comédie dramatique, ces genres pouvant se combiner avec d'autres (policier, science-fiction, fantastique...).
Les personnes, qui s'intéressent à ces séries sont souvent aussi des adolescents. Les thèmes abordés sont souvent ceux qui préoccupent ce groupe : la première relation amoureuse, la grossesse de l'adolescente, la découverte de sa propre sexualité, le coming out mais aussi la préoccupation pour les sans-abri, l'addiction à la drogue ou l'alcool.

## Historique
Le genre commence à se développer dans les années 1980, avec par exemple la série à succès Les Années collège. Il se popularise dans les années 1990, surtout avec la série Beverly Hills 90210. Après le succès de la série, les scénaristes et producteurs réalisent le potentiel de ce nouveau genre qui tend la main à un groupe démographique précédemment ignoré. Dans le passé, la plupart des séries qui mettaient l'accent sur l'adolescence étaient des sitcom où les adolescents faisaient généralement partie d'un ensemble plus vaste qui incluait les adultes et des enfants.

## Liste de programmes

### France
- 1992–1994 : Hélène et les Garçons (TF1)
- 2008 : Ben et Thomas (France 4)
- 2009 : L'Internat (M6)
- 2010 : Clem (TF1)
- 2012–2015 : Soda (M6) (saison 1 et téléfilms) et (W9) (saisons 2 et 3)
- 2012–2017 : Mère et Fille (Disney Channel)
- 2012–2013 : Groove High (Disney Channel)
- 2012–2015 : Les Revenants (Canal+)
- 2013 : Code Lyoko Évolution (France 2) et (M6)
- 2014 : Résistance (TF1)
- 2018 : Yasmina & Rim (YouTube)[1]
- depuis 2018 : Skam France/Belgique (France.tv Slash)
- 2018–2020 : Léna, rêve d'étoile (Disney Channel)
- 2019–2021 : Mortel (Netflix)
- 2020 : Stalk (France.tv Slash)
- 2020 : Vampires (Netflix)
- 2021 : Mixte (Prime Video)
- 2022 : Les 7 Vies de Léa (Netflix)
- depuis 2022 : Parallèles (Disney+)
- 2022 : Chair tendre (France 5) et (France.tv Slash)
- depuis 2022 : Marie-Antoinette (Canal+)
- 2023 : Lycée Toulouse-Lautrec (TF1)